# Concerto pour violon no 1 de Piston
Pour les articles homonymes, voir Concerto pour violon no 1.
Le Concerto pour violon no 1 a été écrit par Walter Piston en 1939 et est dédié à la violoniste américaine Ruth Posselt. Le 18 mars 1940, Posselt, accompagnée par le National Orchestral Association dirigé par Léon Barzin, a créé l'œuvre au Carnegie Hall.
Parmi les spectateurs se trouvait le compositeur Benjamin Britten (dont le concerto pour violon sera créé quelques jours plus tard), qui a déclaré suivant ce qu'a rapporté Aaron Copland, qu'« il n'y avait pas de compositeur en Angleterre de l'âge de Piston qui pouvait écrire quelque chose de semblable avec une telle maîtrise ».

## Structure
Le concerto se compose de trois mouvements :
1. Allegro energico
2. Andantino molto tranquillo
3. Allegro con spirito

L'interprétation dure environ 25 minutes.